# San Miguel (El Salvador)
San Miguel è il capoluogo del Dipartimento di San Miguel, in El Salvador. A circa 15 km dalla città si trova il vulcano omonimo